# Sint-Martinuskapel (Asper)

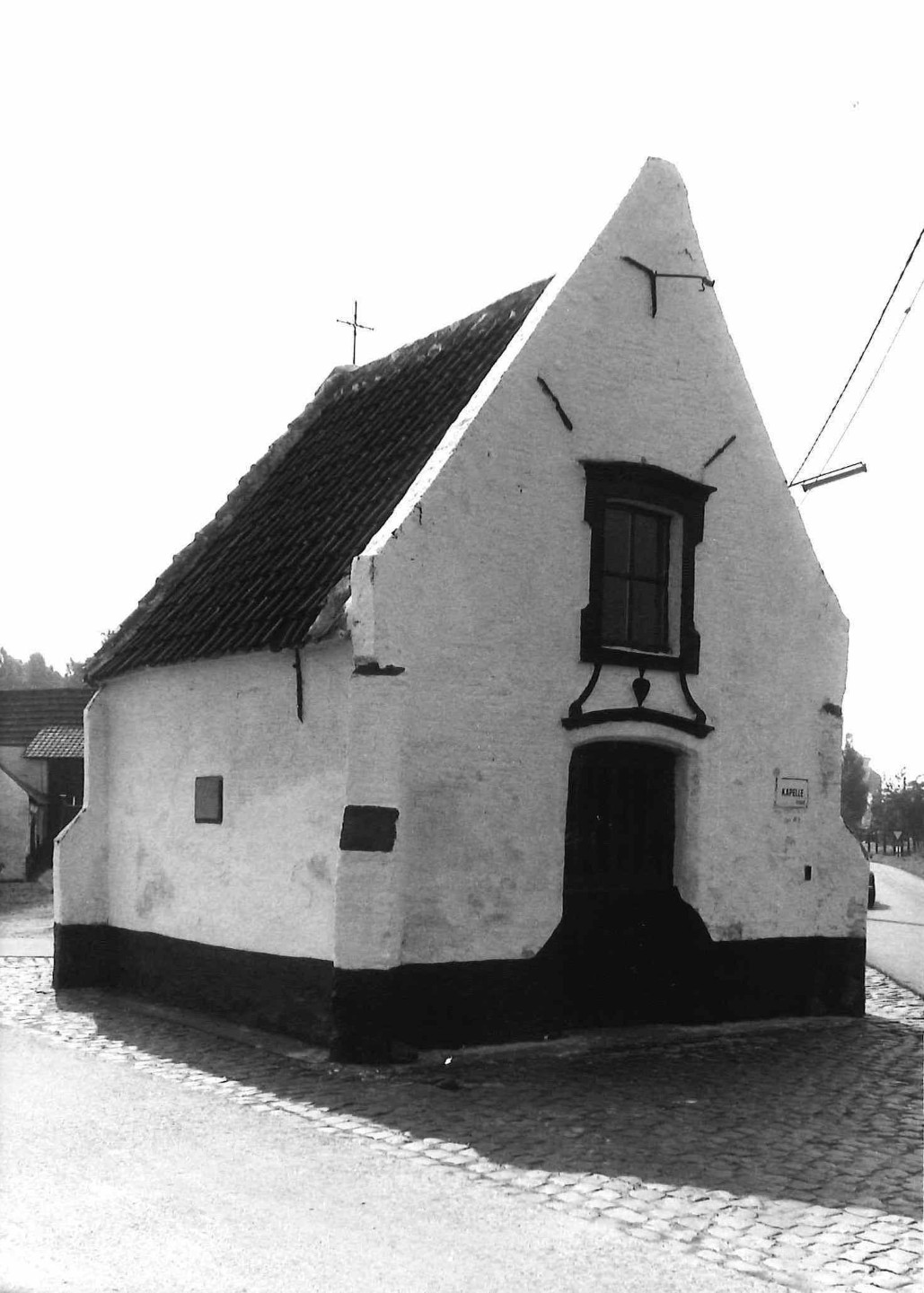
Sint-Martinuskapel

De Sint-Martinuskapel is een kapel in de tot de Oost-Vlaamse gemeente Gavere behorende plaats Asper, gelegen aan de Prosper Heysestraat.
De kapel heeft een kern die waarschijnlijk tot de eerste helft van de 16e eeuw teruggaat. Het aanzien van de huidige kapel is voornamelijk uit het begin van de 18e eeuw.
De kapel is een halteplaats voor de Sint-Martinusommegang, een ommegang met paarden die de eerste zondag na 4 juli wordt gehouden.
De georiënteerde kapel bevindt zich op een verkeerseiland tussen de Prosper Heysestraat en de Pontstraat. Aan de noordgevel is een gedenksteen van 1956 voor Prosper François Heyse, die een koloniaal pionier was. De kapel heeft een puntgevel en een driezijdig afgesloten koor.
Het interieur wordt overkluisd door een tongewelf. Het Sint-Martinusbeeld werd in 1973 gestolen en vervangen door een nieuw beeldje. Ook is er een 17e-eeuws drieluik met de genadestoel centraal en de schenkers op de zijluiken. Een 16e-eeuws drieluik stelt de Aanbidding der wijzen voor.